# آنتی کایرا
آنتی کایرا (به لاتین: Antikyra) یک شهرک در یونان است که در Distomo-Arachova-Antikyra Municipality واقع شده‌است.